# Längden
Längden är ett skär i Finland.   Den ligger i kommunen Raseborg i den ekonomiska regionen  Raseborg  och landskapet Nyland, i den södra delen av landet, 100 km väster om huvudstaden Helsingfors.
Terrängen runt Längden är mycket platt.  Närmaste större samhälle är Hangö, 17,8 km väster om Längden. På skäret, som är 0,1 hektar finns sedan 1965 en 18 meter hög fyr.